# Antonín Pařík
Antonín Pařík (11. května 1879 Kosmonosy – 5. července 1948 Černošice) byl československý podnikatel z první republiky, továrník a velkoobchodník s prádlem. Byl spoluzakladatelem Trioly, akciové společnosti na výrobu pánského a dámského prádla, její pozdější majoritní vlastník a první předseda správní rady.
Antonín Pařík byl jedním z těch podnikatelů, kteří v první polovině 20. století vytvářeli tradici českého hospodářského podnikání. Byla to doba, kdy v hospodářském snažení nebylo náhody – byla jen vytrvalá, tuhá a cílevědomá práce.

## Dětství, studia a učení
Rod Paříků z Kosmonos a okolních vesniček byl rodem domkářů a rolníků. Rodinnou podnikatelskou tradici zahájil Antonín Pařík nejstarší, který se narodil v roce 1856 v rodině hospodského Josefa Paříka v Kněžmostě. Vyučil se čalouníkem a sedlářem. V Kosmonosích měl dílnu na výrobu kočárů. Pracoval převážně pro barona Leitenbergera, který měl v nedalekém Josefově Dole poblíž řeky Jizery velkou textilní továrnu a zámeček se zámeckým parkem.
Friedrich von Leitenberger (1837–1899) byl český podnikatel a politik německé národnosti, který se díky svým schopnostem zařadil mezi největší průmyslníky v Rakousku. V Josefově Dole vybudoval kolonii domků pro své zaměstnance, dvoutřídní školu s opatrovnou, obchod, závodní jídelnu a také zřídil penzijní a nemocenskou pokladnu. Zřejmě díky tomuto prostředí se syn Antonína Paříka nejstaršího, rovněž Antonín, rozhodl podnikat v textilním oboru.
Antonín Pařík se narodil v Kosmonosech Antonínu Paříkovi nejstaršímu a jeho manželce Karolině, rozené Kellerové. Když bylo malému Antonínovi necelých pět let, zemřel jeho otec a rodina byla odkázána na pomoc svých příbuzných. Antonín Pařík absolvoval v Mnichově Hradišti pokračovací průmyslovou školu se zaměřením na účetnictví. O tom, že Antonín Pařík byl mladým cílevědomým mužem, svědčí fakt, že se při studiu na průmyslové škole také vyučil obchodu a několik dalších let pracoval jako obchodní příručí. Následující věta z potvrzení o učení a první obchodnické praxi se stala jeho celoživotním krédem: „Po celou dobu choval se bezvadně, byl přičinlivý a ochotný, takže si získal mé plné spokojenosti.“

## Obchod a zakázková výroba pánského prádla
Po šesti letech práce ve funkci obchodního příručího odchází Antonín Pařík v roce 1903 do Prahy. Mezníkem v jeho životě bylo setkání s Rudolfou Krákorovou, se kterou se po krátké známosti v roce 1905 oženil. Rudolfa Paříková se narodila v roce 1882 v rodině Františka Krákory, pražského měšťana, který měl známou ševcovskou dílnu v Praze. Vystudovala obchodní pokračovací průmyslovou dívčí školu a později složila státní zkoušku z francouzského jazyka. Vzhledem ke svému ekonomickému vzdělání pomáhala svému manželovi vést účetnictví.
Ještě před začátkem 1. světové války se Antonín Pařík spojil se svým švagrem a společně na hypotéku koupili v Praze dům, který stál na Štefánikově třídě na Smíchově. Hned jak dům získali, otevřel si Antonín Pařík ve své polovině domu obchod s módním textilním zbožím. Vzhledem ke svým obchodnickým schopnostem se brzy stal významným pražským obchodníkem. Později ke svému obchodu na Smíchově přidal i další podobný obchod na Husově třídě na Žižkově. Jeho každoroční povánoční výprodej pod názvem „Paříkův levný týden“ Pražané milovali.
Antonín Pařík si v roce 1908 založil vlastní „odborný závod s prádlem“, kterému dal jednoduchý název „Pařík – Smíchov“. Tehdy byl Smíchov samostatným městem, které bylo k Praze připojeno až o 14 let později. S pomocí externích domácích švadlen začal šít a prodávat kvalitní pánské košile šité na míru. Zákazník si mohl vybrat nejen střih a látku, ze které má být košile ušita, ale i knoflíčky.
Protože šití kvalitních košil vyžaduje kromě profesionální zručnosti také velkou dávku pečlivosti, své domácí švadleny si Antonín Pařík vybíral. Začínající podnikatel již tehdy pochopil, že o kvalitní košile bude stále velký zájem. Od roku 1920 až do Února 1948 se zakázkové košile šily přímo v Triole. Díky této skutečnosti byly „Paříkovy košile“ šité na míru cenově dostupné širokému okruhu zákazníků.
Antonín Pařík nosil košile své výroby a dokonale je prezentoval před svými zákazníky. Pro své zakázkově šité košile používal ochranné označení „P P P“ (Pařík Prádlo Praha) s korunkou.

## Založení Trioly, výroba pánského a dámského prádla v pronajatých prostorách
V roce 1919 Antonín Pařík (na fotografii vpravo) spolu s Josefem Džbánkem (uprostřed) a Jaroslavem Sobolem založili společnost na výrobu prádla pod názvem Triola. Dne 23. prosince 1919 ji Zemský soud v Praze zaregistroval jako společnost s ručením omezeným, a to jako společnost na výrobu „prádla a korzetů pro dámy i veškerého pánského i chlapeckého prádla". Název firmy Triola vymyslela Rudolfa Paříková, když svému manželovi poradila: „tři společníci tvoří triolu" a hned si ten název začala zpívat.
Pro výrobu prádla si společníci pronajali prázdnou továrnu na Balabence. Zde se šily převážně pánské košile, které pro společnost Triola byly hlavním výrobním programem. Pro výrobu dámského módního prádla si společníci pronajali v Praze další výrobní prostory. Z některých se později staly pobočky Trioly, jako například ve Vršovicích nebo na Šumavě.
Roku 1922 se Triola přeměnila na akciovou společnost. Během následujících deseti let hlavní akcionáři Antonín Pařík, Josef Džbánek a Jaroslav Sobol vytvořili z Trioly úspěšnou českou textilní továrnu. Její další rozvoj byl však limitován velikostí a kvalitou pronajatých prostor.

## Vybudování hlavní továrny Trioly pro pásovou výrobu pánských košil
Kolem roku 1930 se Antonín Pařík stal majoritním akcionářem Trioly a jako předseda správní rady se začal připravovat na splnění svého velkého snu – vybudovat moderní továrnu na pásovou výrobu pánských košil. Nemůže být pochyb o tom, že mu byl vzorem Tomáš Baťa, který v roce 1927 ve svých továrnách spustil pásovou výrobu bot.
Nebyl to jednoduchý úkol. K tomu potřeboval především tým schopných odborníků. Bylo třeba vyprojektovat a postavit novou budovu, navrhnout organizaci pásové výroby košil, vyprojektovat a vyrobit výrobní pás. Dále pak bylo třeba vybrat a nakoupit šicí, žehlicí a ostatní stroje pro novou továrnu. Určitě nebylo jednoduché proškolit zaměstnance na práci v nových podmínkách a také rozběhnout novou výrobu.
V roce 1931 byla dokončena nová budova Trioly v Drahobejlově ulici č. 27 v Praze-Libni. Železobetonovou budovu o celkové ploše 3000 m² ve funkcionalistickém stylu navrhl známý pražský architekt Richard Goldreich (mimo jiné navrhl budovu Hudebního divadla v Karlíně). Budovu postavila velká stavební firma Dr. Ing. Karel Skorkovský a.s., která se specializovala na železobetonové stavby (postavila Libeňský most i Veletržní palác).
Z technického hlediska stojí za zmínku, že poslední podlaží nové továrny Trioly je zastropeno železobetonovou skořepinou přes celou hloubku budovy. Celá budova byla určena pro sériovou výrobu pánských košil. Byla vybavena elektrickým výrobním pásem, který procházel shora dolů celou budovou. Výrobní pás vyrobila holešovická elektrodílna Ladislava Dobrovolského. Výroba v nově postavené továrně byla zahájena v roce 1932. Začínala v nejvyšším podlaží a končila v přízemí, kde se košile balily a následně expedovaly k zákazníkům. Z hlediska evropských poměrů byla Triola výjimečnou textilní továrnou.
Srdcem této továrny byly výrobní linky. Nejdřív byla v budově jedna linka na šití límců a jedna linka na šití košil. Později byl počet výrobních linek zdvojnásoben. U každého výrobního pásu pracovalo asi dvacet švadlen. Vlastní šití límců nebo košil bylo rozfázováno do více dílčích úkonů. Každý úkon podle časové náročnosti prováděla jedna nebo několik švadlen. Některé úkony se prováděly na šicích strojích, jiné ručně. Do výrobní linky bylo podle potřeby zařazeno více druhů šicích strojů.
Švadleny na dvou výrobních pásech vyrobily každou minutu celkem 3 až 4 košile.
Zachovala se i fotografie budovy Trioly s autem přepravní firmy Nordisk Transport & Spedition, zajišťující přepravu zboží mezi městy Oslo – Praha – Vídeň. Na sklonku 30. let byla víc než polovina vyrobených košil určena na export.
Triola měla vlastní učiliště pro švadleny a v roce 1938 měla asi 300 zaměstnanců.

Fotogalerie hlavní továrny Trioly pro pásovou výrobu košil
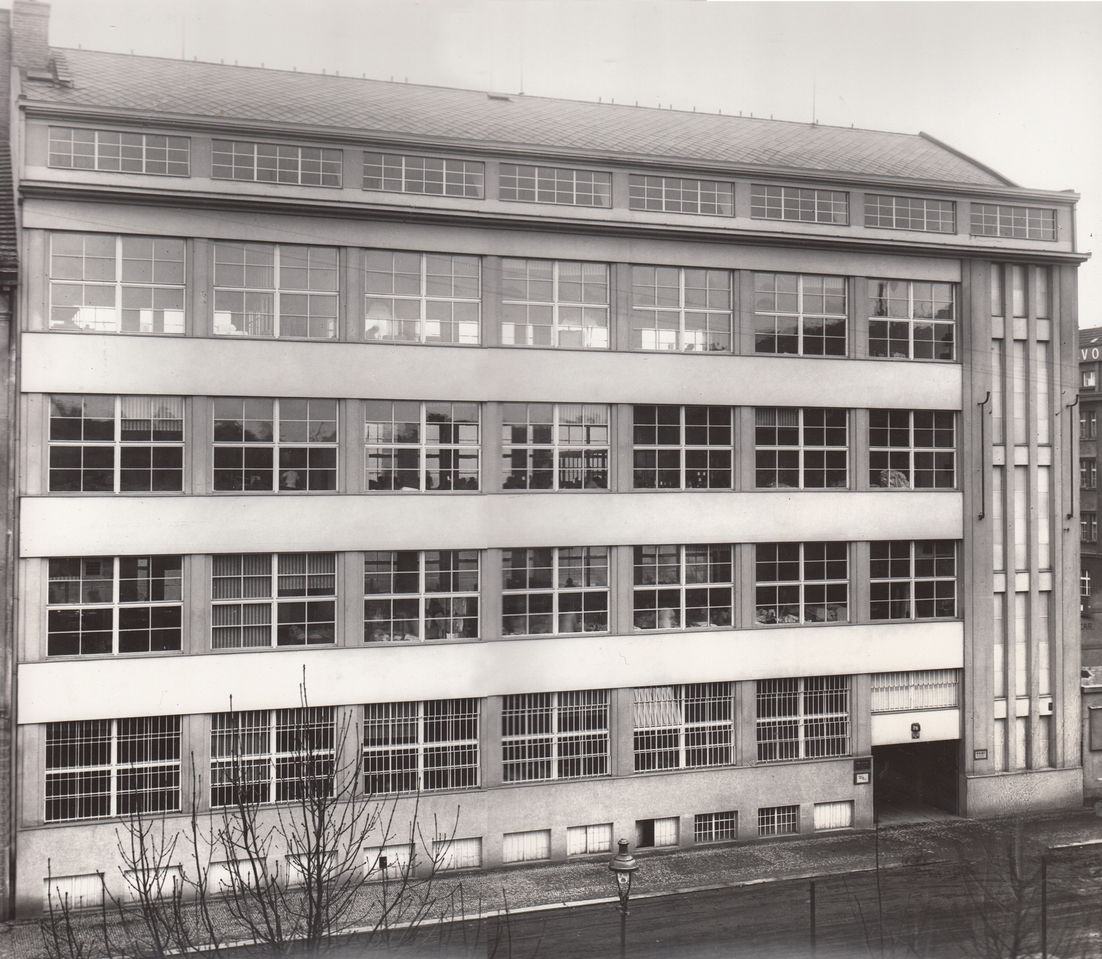
Hlavní tovární budova Trioly
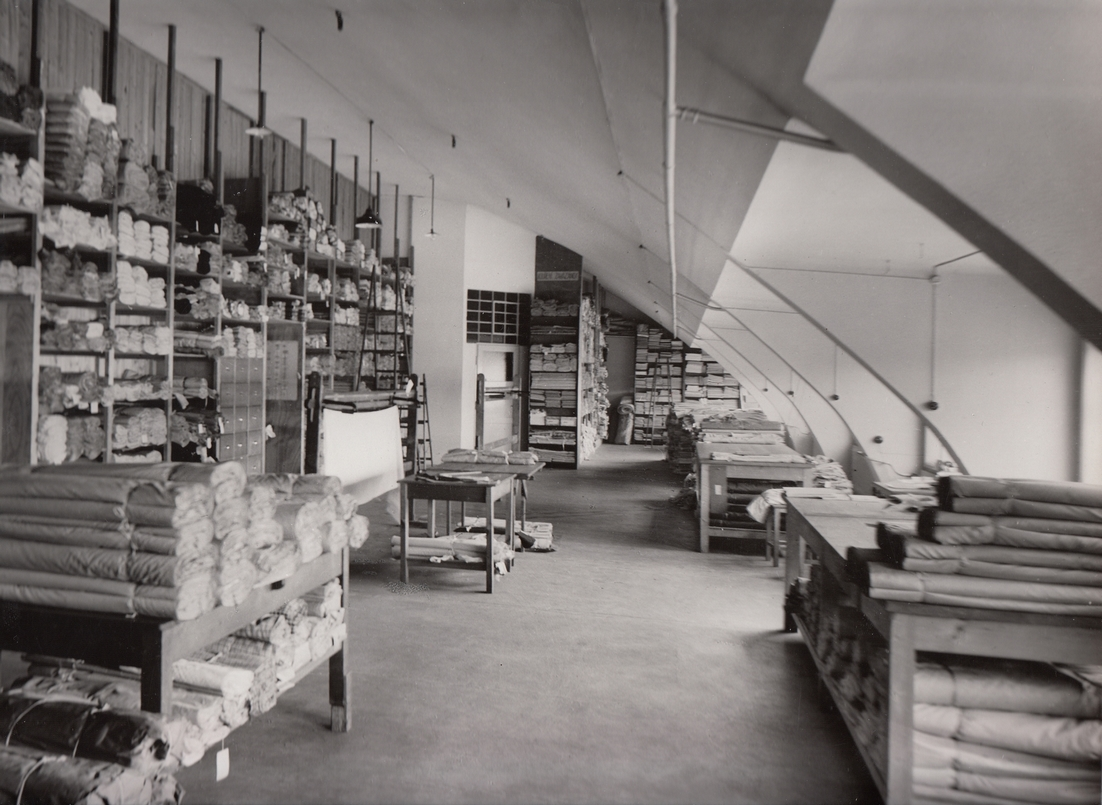
Sklad látek
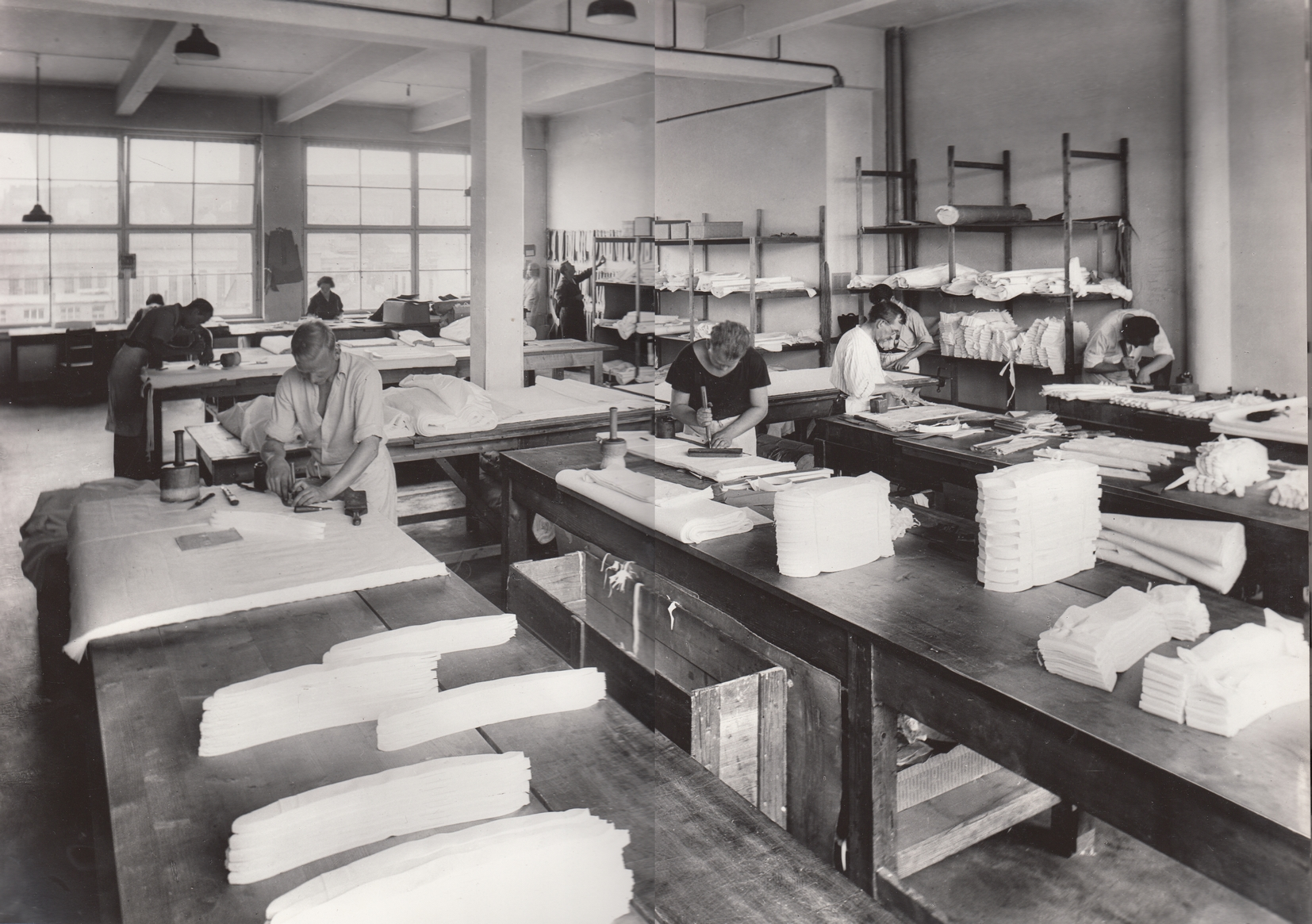
Stříhání košil a límců
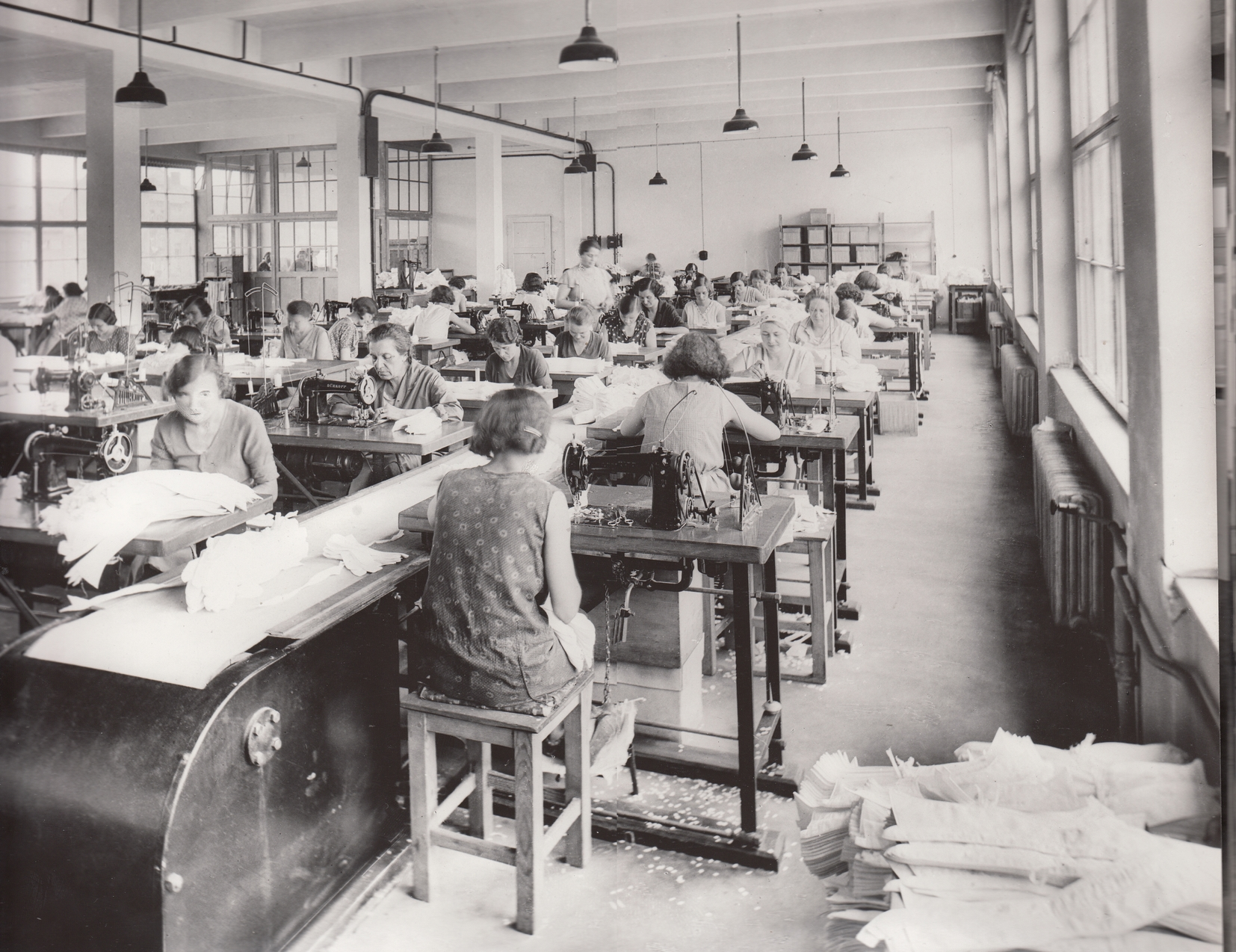
Výrobní linky: šití límců (1938)
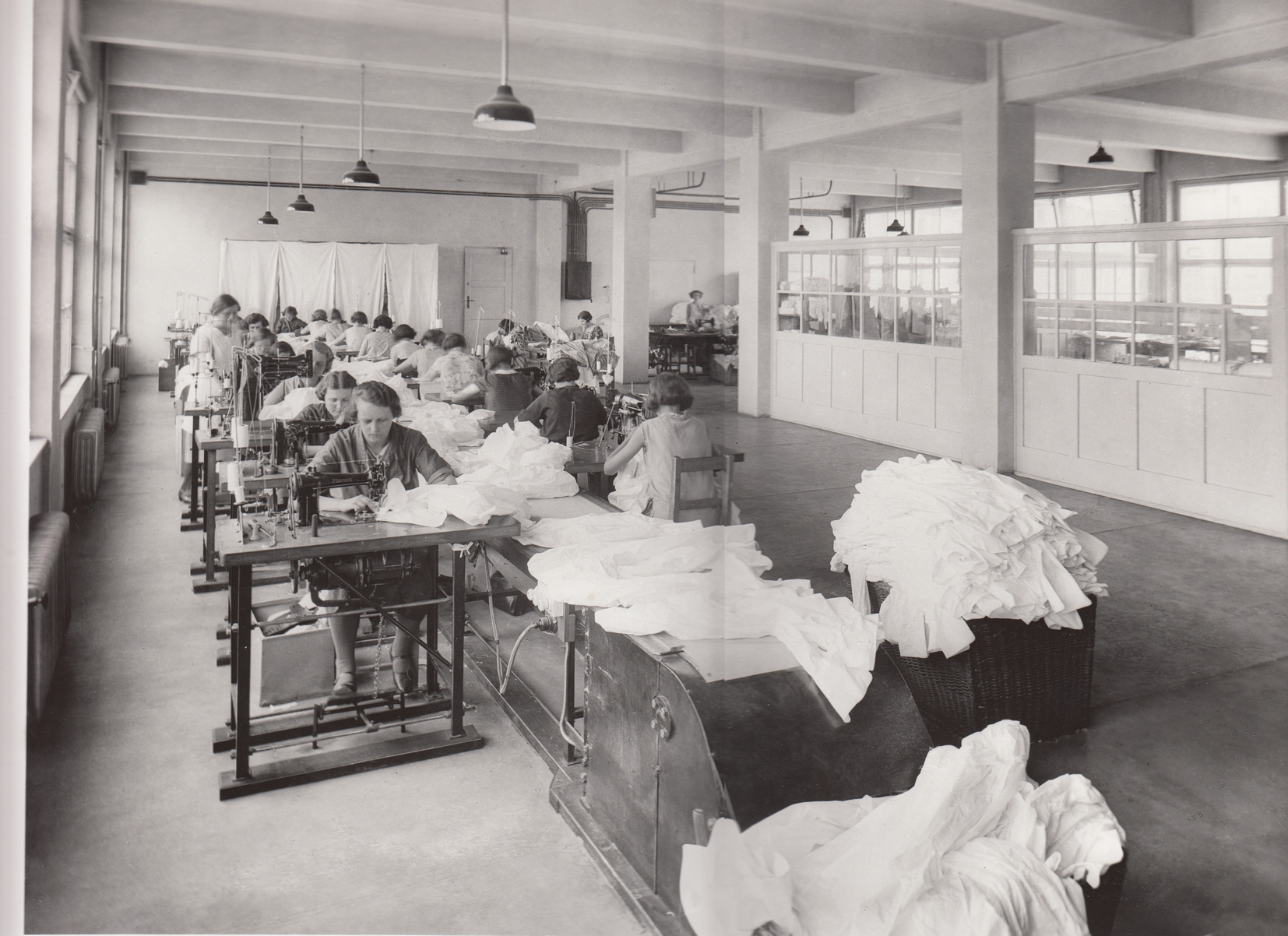
Výrobní linka: šití košil (1933)
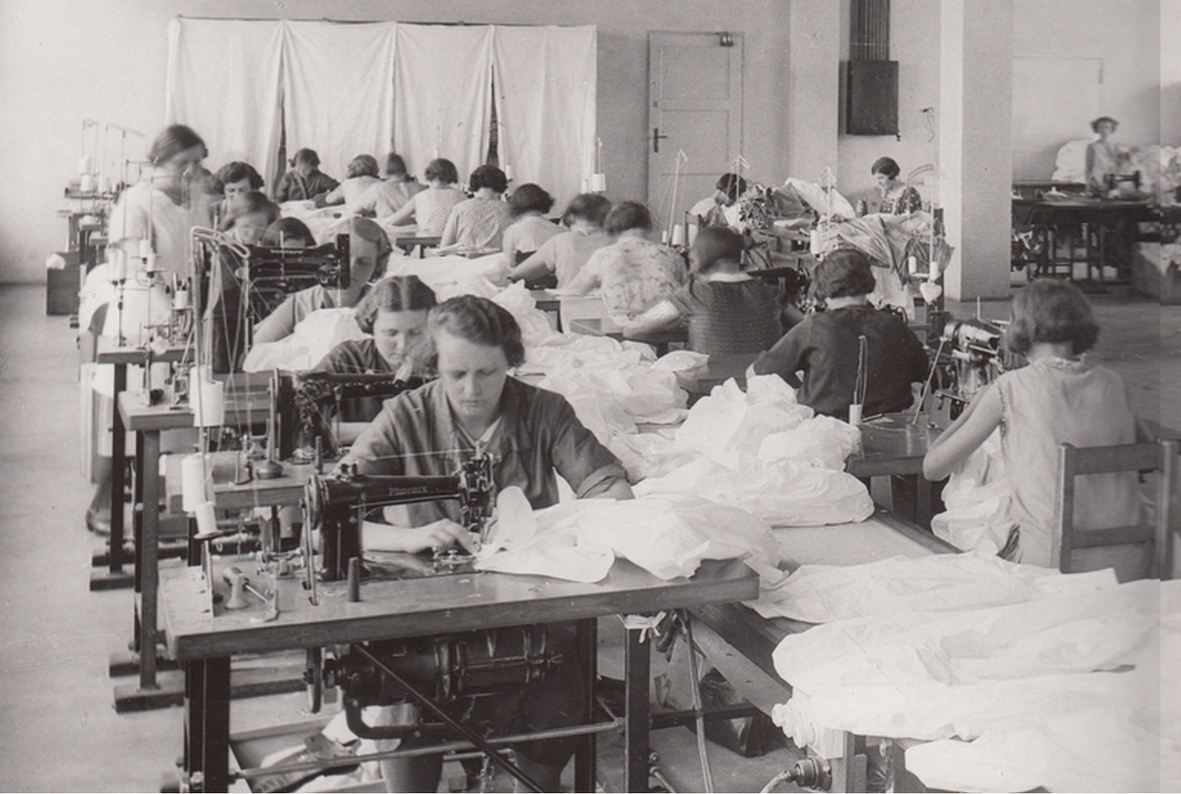
Detail linky: šití košil (1933)
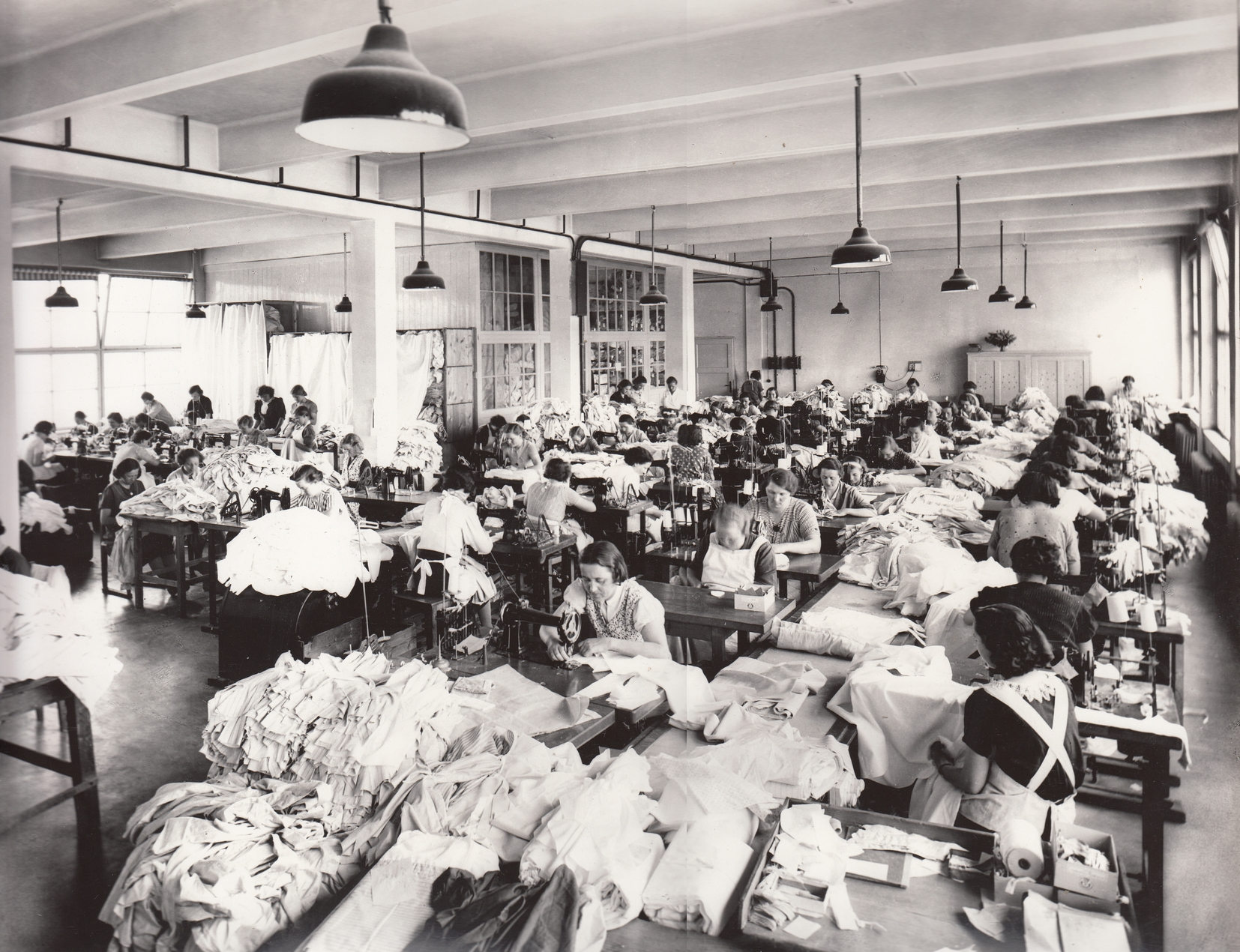
Výrobní linky: šití košil (1938)
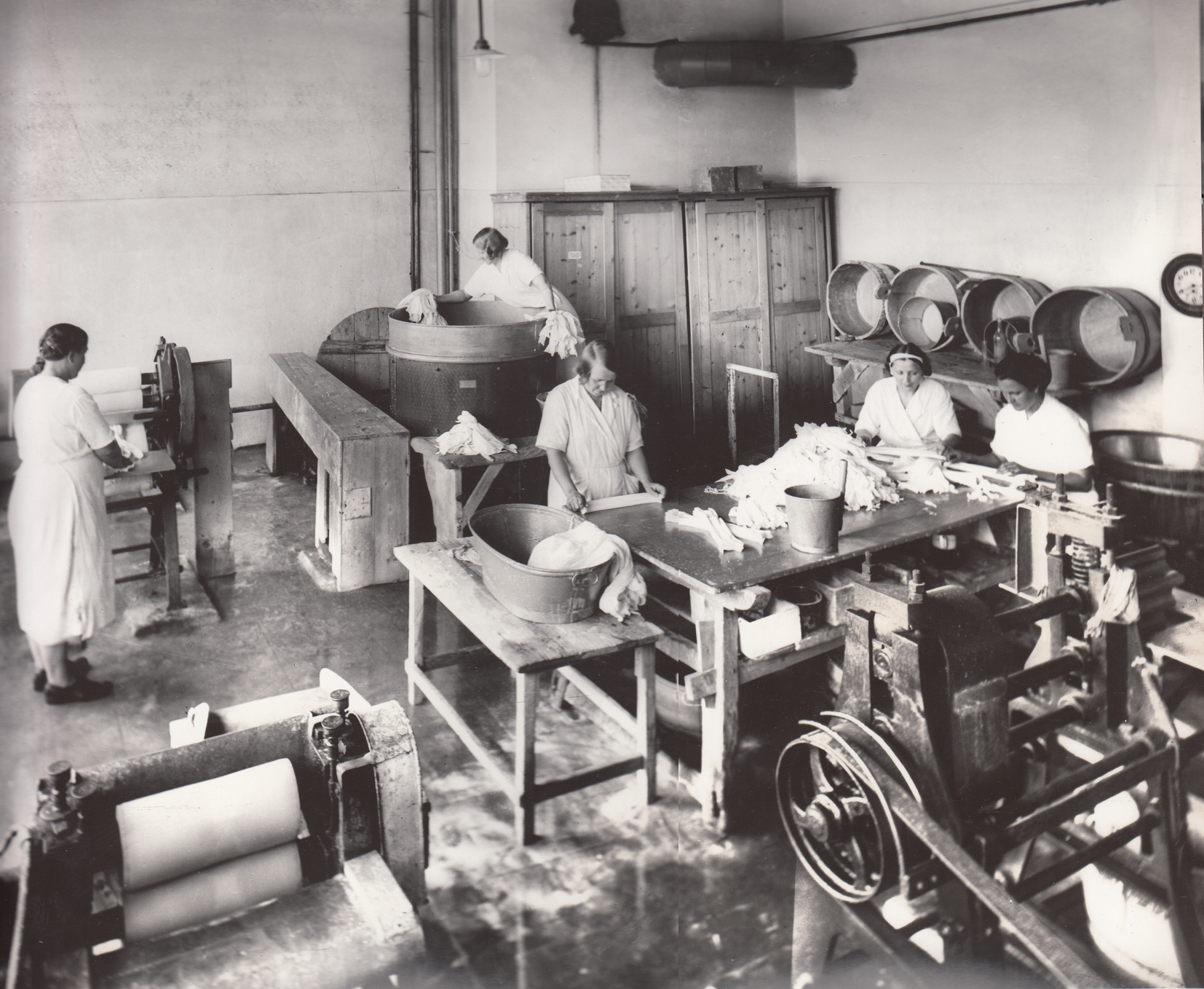
Škrobárna a prádelna
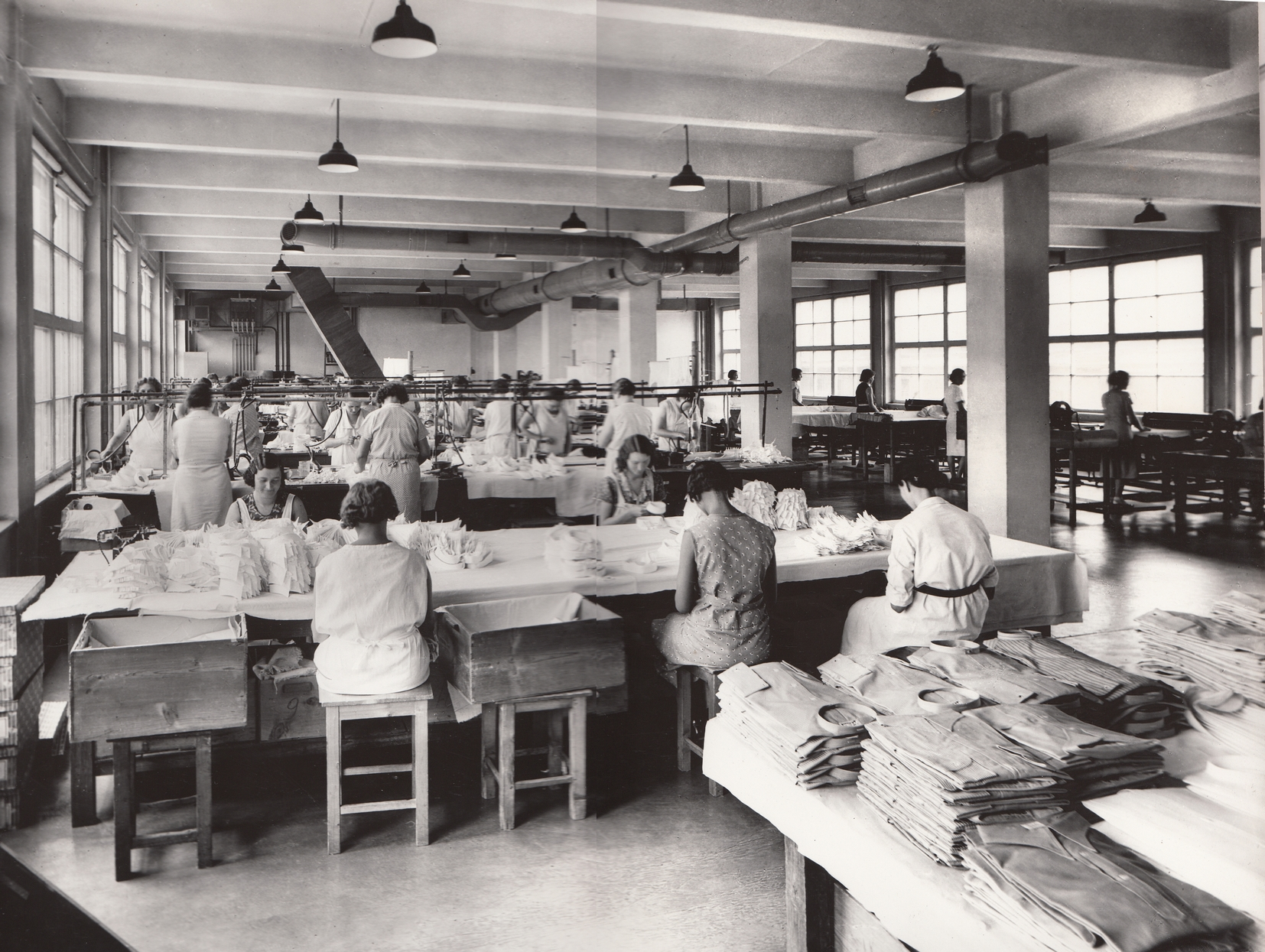
Ruční žehlírna
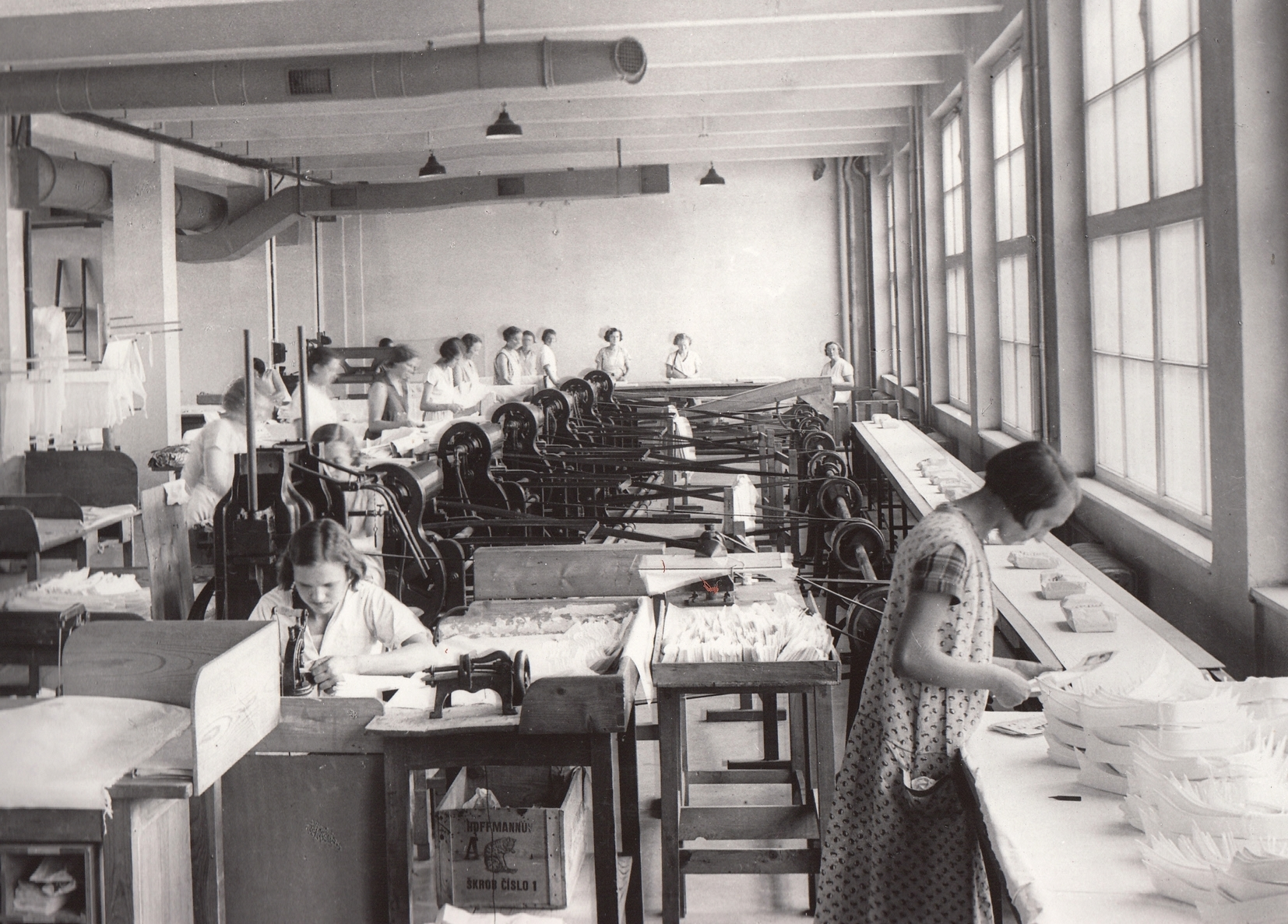
Strojní žehlírna (žehlení límců)
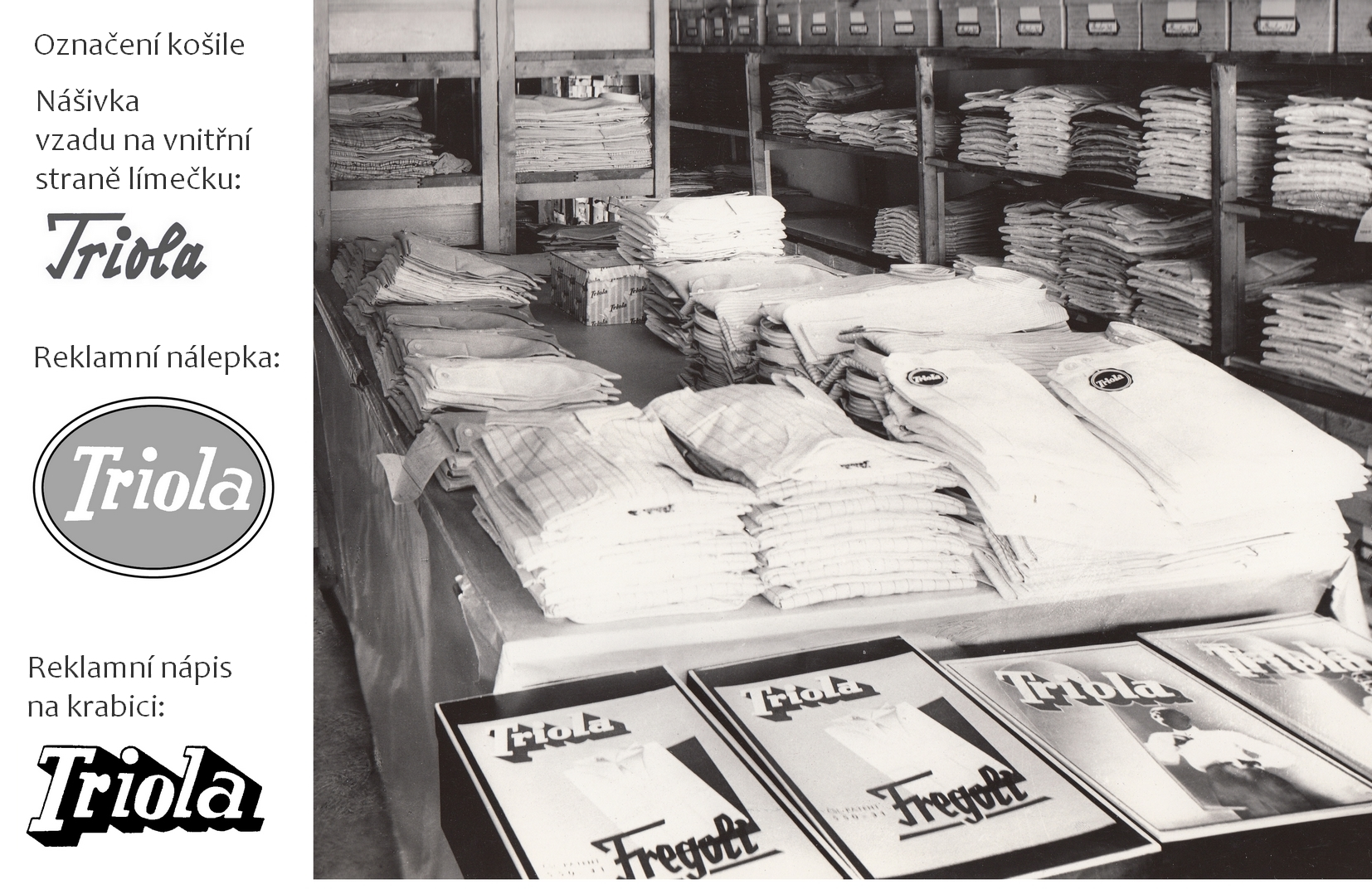
Sklad košil
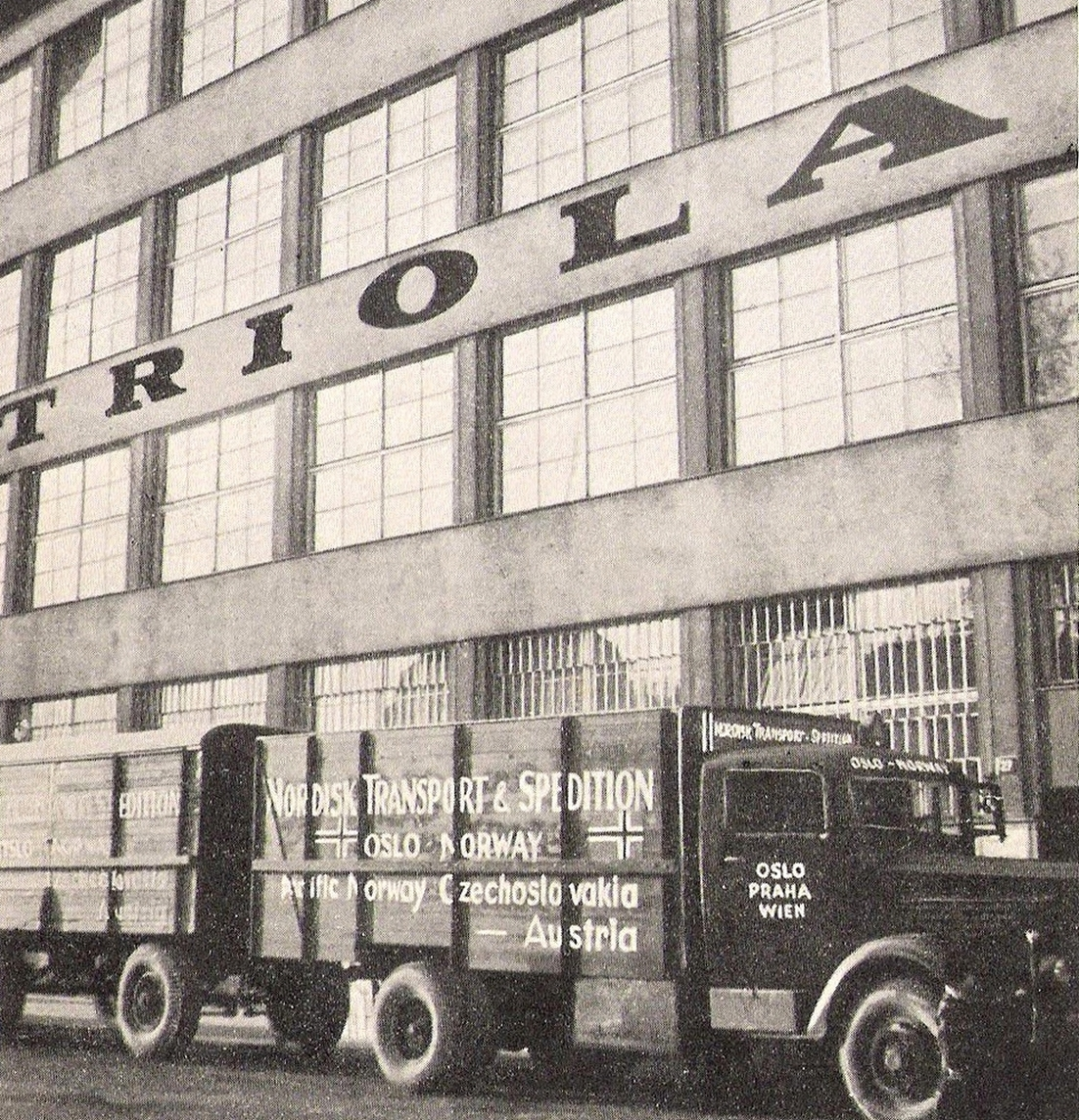
Export košil

## Antonín Pařík předává řízení Trioly a obchodu svým synům
Antonín a Rudolfa Paříkovi měli šest dětí, tři dcery a tři syny. V roce 1916 Antonín Pařík pro svou rodinu zakoupil starší vilu v Černošicích, kterou později přestavěl. Vždy se počítal mezi černošické rodáky a jeho působení v Černošicích připomínají mozaiková okna sv. Antonína a sv. Barbory (na obrázku), která rodina Paříkova věnovala místnímu kostelu.
Své syny Antonín Pařík od mládí vychovával k tomu, aby až dospějí, společně řídili Triolu:

syn Alexandr převzal obchod, pro Triolu nakupoval látky a staral se o kvalitu vyráběného prádla,

syn Rudolf v Triole převzal zodpovědnost za technický stav šicích a ostatních výrobních strojů,

syn Antonín se stal ředitelem Trioly.
V roce 1947 prezident E. Beneš udělil akciové společnosti Triola „Veřejné uznání“. Necelý rok po tom přišel Únor 1948 a s ním i znárodnění.
Z českých textilních továren byl vytvořen jeden velký národní podnik Panar. Značka Triola na dlouhých 20 let přestala existovat. Antonín Pařík se už mohl jenom dívat na to, jak kvantita vítězí nad kvalitou a elegancí. Více než ztráta jeho milované Trioly ho zranila skutečnost, že už nikdo nestál o jeho zkušenosti a schopnosti.